# Zeit im Jahreskreis
Als Zeit im Jahreskreis werden im Kirchenjahr der römisch-katholischen Kirche die Zeiten bezeichnet, deren Liturgie nicht mit der Feier eines der beiden Hochfeste Weihnachten und Ostern oder deren Vorbereitung – dem Advent und der Fastenzeit – verbunden ist. Sie unterscheidet sich damit von den sogenannten geprägten Zeiten. 
Die Zeit im Jahreskreis erstreckt sich auf die Wochen nach dem Fest der Taufe Jesu (dem Sonntag nach dem 6. Januar) bis Aschermittwoch und dann wieder nach Pfingsten bis zur ersten Vesper des ersten Adventssonntags. Die liturgische Farbe ist Grün.
Die Leseordnung der Zeit im Jahreskreis folgt an den Wochentagen den Lesejahren I und II, an den Sonntagen den Lesejahren A, B und C. 
Tage im Jahreskreis können jederzeit von der Feier eines Hochfestes, Festes, eines gebotenen oder nichtgebotenen Gedenktages verdrängt werden, die Sonntage im Jahreskreis dagegen nur von einem Herrenfest oder einem Hochfest. Näheres regeln die liturgische Rangordnung, in der die Wochentage der Zeit im Jahreskreis ganz zuletzt genannt werden, und das Direktorium jeder Diözese. Darüber hinaus können der Zelebrant einer heiligen Messe oder, bei der Feier des Stundengebets, die Gemeinschaft oder der einzelne Beter auch zwischen dem Tag im Jahreskreis und der Feier eines nichtgebotenen Gedenktages wählen. Auch kann an den Werktagen im Jahreskreis statt der Tagesmesse eine Votivmesse gefeiert werden.